# Katey Sagal
Catherine Louise Sagal (Los Angeles, 19 de janeiro de 1954), ou simplesmente Katey Sagal, é uma atriz, cantora e escritora estadunidense. Em 2010, venceu o Globo de Ouro de Melhor Atriz em Série Dramática por sua atuação como Gemma Teller-Morrow na série Sons of Anarchy.
Ficou conhecida por seu papel como Peg Bundy na série Um Amor de Família, pela qual ela recebeu quatro indicações ao Globo de Ouro e duas ao American Comedy Award. Empresta sua voz para Leela, a personagem de um olho só da série de animação Futurama.
Katey trabalhou com Mary Tyler Moore na série "Mary" e também aparece nas séries 8 Simple Rules, The Geena Davis Show, That '70s Show, ela esteve nos filmes "Love Stinks", "Maid to Order" e "The Good Mother". Também fez participações na série Lost, como Helen. Atuou nos anos de 2008 a 2014 no seriado Sons of Anarchy. Fez uma participação especial no seriado Glee como Nancy Abrams, mãe do cadeirante Artie Abrams (Kevin McHale), no episódio 21 (episódio tributo à Stevie Wonder) da quarta temporada.
Na temporada atual de The Big Bang Theory, faz o panel de Susan, mãe da Penny (Kaley Cuoco).
Katey é uma cantora e compositora bem vista pela crítica, tendo começado a se apresentar com apenas cinco anos. Ela foi uma Harlette com Bette Midler por três anos, backing vocal de Bob Dylan, Olivia Newton-John, Etta James e Tanya Tucker. Em 1997 ela lançou seu primeiro CD, Well.
Ela vive em Los Angeles com seus dois filhos, Sarah e Jackson. A atriz é casada desde 2004 com Kurt Sutter, com quem trabalhou em The Shield e em Sons of Anarchy durante 7 temporadas .
Em 2010 recebeu o Golden Globes Awards de melhor atriz em série dramática por seu trabalho em Sons of Anarchy.

## Biografia
Sagal nasceu em 19 de janeiro de 1954, em Los Angeles, Califórnia, em uma família do show business com cinco filhos. Sua mãe, Sara Zwilling, era cantora (nome artístico Sara Macon), produtora e escritora de televisão que morreu de doença cardíaca em 1975. O pai de Sagal, Boris Sagal, era um imigrante judeu ucraniano que trabalhava como um diretor de televisão. Em 1977, o pai de Sagal casou-se com a dançarina/atriz Marge Champion, alguns anos antes de sua morte acidental no set da minissérie III Guerra Mundial em 1981. Três dos quatro irmãos de Sagal são atores: suas irmãs gêmeas mais novas, Jean e Liz Sagal e o irmão Joey Sagal;  seu outro irmão, David Sagal, é advogado casado com a atriz McNally Sagal. Katey e seus irmãos cresceram em Los Angeles.
Seu padrinho é o proeminente produtor de sitcom e escritor Norman Lear. Sagal se descreveu como "culturalmente judia", mas sem nenhuma "experiência religiosa formal".
Sagal se formou na Palisades High School. Após a formatura, ela frequentou o Instituto de Artes da Califórnia.

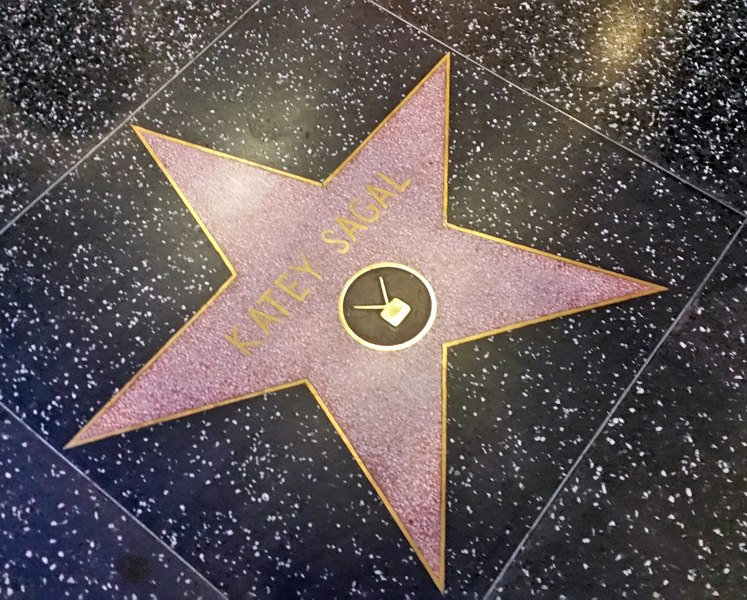
A estrela de Katey na Calçada da Fama em Hollywood.

## Prêmios e Indicações

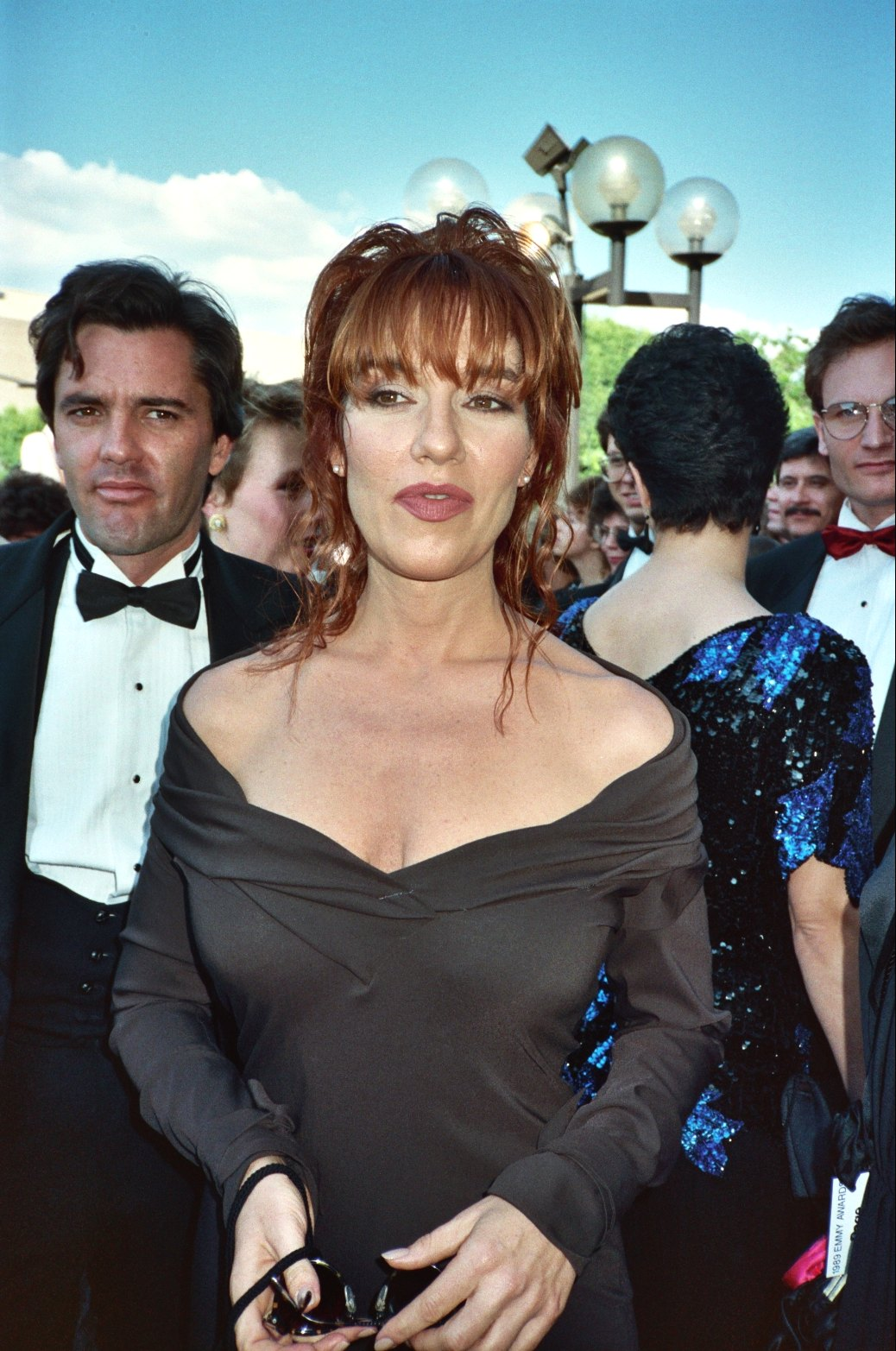
Sagal no 41° Primetime Emmy Awards, em 1989.

| Ano                    | Prêmio                                             | Categoria                                                                            | Filme ou Série                                | Resultado |
| ---------------------- | -------------------------------------------------- | ------------------------------------------------------------------------------------ | --------------------------------------------- | --------- |
| 1989                   | American Comedy Awards                             | Artista Feminina Mais Engraçada em uma Série de TV                                   | Married... with Children                      | Indicado  |
| 1991                   | Golden Globe Award                                 | Melhor Atriz em Comédia ou Musical                                                   | Married... with Children                      | Indicado  |
| 1992                   | Golden Globe Award                                 | Melhor Atriz em Comédia ou Musical                                                   | Married... with Children                      | Indicado  |
| 1993                   | Golden Globe Award                                 | Melhor Atriz em Comédia ou Musical                                                   | Married... with Children                      | Indicado  |
| American Comedy Awards | Artista Feminina Mais Engraçada em uma Série de TV |                                                                                      | Married... with Children                      | Indicado  |
| 1994                   | Golden Globe Award                                 | Melhor Atriz em Comédia ou Musical                                                   | Married... with Children                      | Indicado  |
| 2005                   | Prism Awards                                       | Atuação em Série de Comédia                                                          | 8 Simple Rules for Dating My Teenage Daughter | Venceu    |
| 2009                   | TV Land Awards                                     | Innovation Award (com:Christina Applegate, David Faustino, Ted McGinley, Ed O'Neill) | Married... with Children                      | Venceu    |
| 2010                   | Television Critics Association Awards              | Conquista Individual no Drama                                                        | Sons of Anarchy                               | Indicado  |
| 2010                   | Satellite Awards                                   | Melhor Atriz em Série Dramática                                                      | Sons of Anarchy                               | Indicado  |
| 2011                   | Golden Globe Award                                 | Melhor Atriz em Série Dramática                                                      | Sons of Anarchy                               | Venceu    |
| 2011                   | Prism Awards                                       | Melhor Atriz em Série Dramática                                                      | Sons of Anarchy                               | Indicado  |
| 2011                   | Satellite Awards                                   | Melhor Atriz em Série Dramática                                                      | Sons of Anarchy                               | Indicado  |
| 2011                   | Critics' Choice Television Award                   | Melhor Atriz em Série Dramática                                                      | Sons of Anarchy                               | Indicado  |
| 2012                   | Critics' Choice Television Award                   | Melhor Atriz em Série Dramática                                                      | Sons of Anarchy                               | Indicado  |
| 2013                   | Prism Awards                                       | Desempenho Feminino em Série Dramática                                               | Sons of Anarchy                               | Venceu    |